# Juggalo Championship Wrestling
Juggalo Championship Wrestling - американська федерація професійного реслінгу, розташована в місті Нові, штат Мічиган. Її заснували Шеґі 2 Доуп і Жорстокий Джей, більш відомий як хіп-хоп дует Insane Clown Posse в 1999 році. Нині шоу JCW показують по всій країні. В іграх «Реслінг на задньому подвір'ї: не намагайтеся повторити це вдома» і «Реслінг на задньому подвір'ї 2» представлені численні бійці з різних незалежних федерацій, включно з JCW.
Стиль бійців компанії можна загалом класифікувати як "Хардкор-реслінг". Extreme Championship Wrestling мав серйозний вплив на становлення стилю компанії, до якого також запозичували дещо з греко-римської боротьби.

## Титули і нагороди
| Назва титулу                 | Чемпіон     | Колишній чемпіон | Дата виграшу   | Подія                              |
| ---------------------------- | ----------- | ---------------- | -------------- | ---------------------------------- |
| JCW Heavyweight Championship | 2 Тафф Тоні | 2 Тафф Тоні      | 4 травня 2014  | Road to the Gathering Tour - Day 3 |
| JCW Tag Team Championship    | Хулігани    | Ring Rydas       | 21 грудня 2014 | Big Ballas                         |